# Entalpia swobodna

Willarda Gibbsa 1873 wykres dostępnej energii (entalpii swobodnej), który ukazuje płaszczyznę prostopadłą do osi (objętości) i przechodzącą przez punkt A, który przedstawia stan początkowy ciała. MN jest sieczną powierzchni energii rozproszonej. i są siecznymi płaszczyzn i i dlatego są równoległe odpowiednio do osi (energii wewnętrznej) i (entropii). AD i AE są energią wewnętrzną i entropią ciała w jego stanie początkowym, AB i AC odpowiednio jego dostępną energią (entalpią swobodną) i jego pojemnością dla entropii (ilość entropii, o którą entropia ciała może być zwiększona bez zmiany energii wewnętrznej ciała lub zwiększenia jego objętości).

Entalpia swobodna, funkcja Gibbsa, energia swobodna Gibbsa; symbol {\displaystyle g} lub {\displaystyle G} – potencjał termodynamiczny zdefiniowany następująco:
{\displaystyle G=U+pV-TS,}
co jest równoważne:
{\displaystyle G=H-TS=A+pV,}
gdzie:
{\displaystyle U} – energia wewnętrzna układu,
{\displaystyle S} – entropia układu,
{\displaystyle p,} {\displaystyle V} – ciśnienie i objętość układu,
{\displaystyle T} – temperatura bezwzględna układu,
{\displaystyle H} – entalpia,
{\displaystyle A} – energia swobodna Helmholtza.
Z innymi potencjałami termodynamicznymi entalpia swobodna związana jest przez relacje:
{\displaystyle G=\sum _{i=1}^{r}{\mu _{i}n_{i}}}
{\displaystyle dG=-SdT+Vdp-dW_{e}+\sum _{i=1}^{r}{\mu _{i}dn_{i}}},
stąd:
{\displaystyle S=-\left({\frac {\partial G}{\partial T}}\right)_{p,n_{1},\dots ,n_{r}}},
{\displaystyle V=\left({\frac {\partial G}{\partial p}}\right)_{T,n_{1},\dots ,n_{r}}},
{\displaystyle \mu _{i}=\left({\frac {\partial G}{\partial n_{i}}}\right)_{p,T,n_{j\neq i}}},
gdzie:
{\displaystyle r} – liczba składników (różnych substancji),
{\displaystyle \mu _{i}} – potencjał chemiczny {\displaystyle i}-tego składnika,
{\displaystyle W_{e}} – praca nieobjętościowa np. elektryczna.
Entalpia swobodna w przemianach izotermiczno-izobarycznych {\displaystyle (\mathrm {d} p=0,\ \mathrm {d} T=0)} jest równa maksymalnej pracy nieobjętościowej {\displaystyle dG=dW_{\mathrm {max} },} np. elektrycznej, którą można uzyskać w takiej przemianie. Dlatego odgrywa dużą rolę w elektrochemii.
W procesach samorzutnych przebiegających pod stałym ciśnieniem oraz w stałej temperaturze entalpia swobodna nie wzrasta (maleje lub zachowuje wartość). Kryterium to jest często stosowane, gdyż reakcje chemiczne oraz zmiany stanów skupienia przebiegają często przy stałym ciśnieniu, a przy możliwej zmianie objętości. Reakcja zachodzi samorzutnie przy stałym ciśnieniu i określonej temperaturze, tylko gdy entalpia swobodna substratów jest nie mniejsza od entalpii swobodnej produktów.
Warunek kierunku przebiegu reakcji zapisuje się matematycznie:
{\displaystyle dG_{T,p}\leqslant 0.}